# Европско првенство у атлетици на отвореном 1938 — троскок за мушкарце
Такмичење у троскоку у мушкој конкуренцији на 2. Европском првенству у атлетици 1938. одржано је 4. септембра на стадиону Коломб у Паризу.
Титулу освојену 1934. у Торину није бранио Вилем Петерс из Холандије

## Земље учеснице
Учествовало је 11 такмичара из 8 земаља.
1. Албанија (1)
2. Грчка (1)
3. Италија  (2)
4. Луксембург (1)
5. Немачка (1)
6. Финска (2)
7. Француска (2)
8. Шведска (1)

## Освајачи медаља
|                     |                    |                       |
| Они Рајасари Финска | Јоуко Норен Финска | Карл Котрачек Немачка |

## Резултати

### Финале
| Пласман | Такмичар          | Држава     | Време | Белешке |
| ------- | ----------------- | ---------- | ----- | ------- |
|         | Они Рајасари      | Финска     | 15,32 | РЕП     |
|         | Јоуко Норен       | Финска     | 14,95 |         |
|         | Карл Котрачек     | Немачка    | 14,73 |         |
| 4.      | Јоанис Паламиотис | Грчка      | 14.70 | НР      |
| 5.      | Виторио Турко     | Италија    | 14,64 |         |
| 6.      | Ленарт Андерсон   | Шведска    | 14,56 |         |
| 7.      | Франко Бини       | Италија    | 13,96 |         |
| 8.      | Жан Нишил         | Француска  | 13,88 | НР      |
| 9.      | Бичоку Сефедин    | Албанија   | 13,68 | НР      |
| 10.     | Макс Ружу         | Француска  | 13,24 |         |
| 11.     | Франсоа Мерш      | Луксембург | 12,93 |         |

## Укупни биланс медаља у троскоку за мушкарце после 2. Европског првенства 1934—1938.
|    | Земља      | Злато | Сребро | Бронза | Укупно |
| -- | ---------- | ----- | ------ | ------ | ------ |
| 1. | Финска     | 1     | 1      | 1      | 3      |
| 2. | Холандија  | 1     | 0      | 0      | 1      |
| 3. | Шведска    | 0     | 1      | 0      | 1      |
| 4. | Немачка    | 0     | 0      | 1      | 1      |
|    | Укупно {4} | 2     | 2      | 2      | 6      |

|    | Земља                | Злато | Сребро | Бронза | Укупно |
| -- | -------------------- | ----- | ------ | ------ | ------ |
| 1. | Они Рајасари, Финска | 1     | 0      | 1      | 2      |